# Донецкий ботанический сад
Донецкий ботанический сад (укр. Донецький ботанічний сад НАН України) — один из крупнейших по площади ботанических садов в Европе.

## История

### 1964—1991
Донецкий ботанический сад АН УССР был основан 25 июня 1964 года (Постановление Совета Министров УССР № 805) в восточной части Донецка как научно-исследовательское учреждение по выполнению работ в области теоретической и экспериментальной ботаники.
В 1975 году в городе Кривой Рог начал свою деятельность опорный пункт Донецкого ботанического сада (в 1976 году он был преобразован в отдел оптимизации техногенных ландшафтов, в 1981 году трансформировался в отделение донецкого ботанического сада с целью создания Криворожского ботанического сада как базы для научно-исследовательских работ и пропаганды прогрессивных принципов охраны природы, а в мае 1992 года Криворожский ботанический сад стал самостоятельным).
По состоянию на 1979 год, площадь Донецкого ботанического сада АН УССР составляла 275,5 га, в его структуре действовали 9 научных отделов; в коллекционных фондах насчитывалось около 6 тысяч видов, сортов и форм древесных, кустарниковых и травянистых растений; гербарий ботанического сада насчитывал 28 тысяч листов и 20 тысяч образцов семян.
В 1983 году Донецкий ботанический сад получил статус памятника садово-паркового искусства общегосударственного значения.
22 июля 1983 года Донецкий ботанический сад постановлением Совета Министров УССР получил статус ботанического сада общегосударственного значения.
В 1984 году за работы по охране природы Донецкий ботанический сад был награждён большой серебряной медалью программы ООН по охране окружающей среды.
В числе 27 институтов, организаций и учреждений АН УССР, Донецкий ботанический сад участвовал в разработке и осуществлении природоохранной программы «Донбасс» и программы озеленения Донецка, в результате реализации которых к началу 1986 года Донецк стал одним из наиболее озеленённых индустриальных центров в мире.

### После 1991
19 декабря 2001 года комплексной коллекции донецкого ботанического сада «Степи Украины» постановлением Кабинета Министров Украины № 1709 присвоен статус национального достояния Украины.
10 ноября 2004 года в соответствии с указом президента Украины Л. Д. Кучмы общая площадь ботанического сада была уменьшена до 203 га.
С 2014 года территорию сада занимает ГУ Ботанический сад ДНР.

## Современное состояние
Сад располагается вдоль Богодуховской балки. Здесь протянулась цепь из семи прудов. Почвы сада преимущественно чернозёмные, но встречаются участки с болотными солончаковыми почвами и отслоениями лесовых пород.
На территории сада произрастает около пяти с половиной тысяч видов растений.
Под стеклом находится 1200 квадратных метров площади, что позволило организовать 5 оранжерей и сымитировать условия тропиков и субтропиков.
В оранжереях трудятся 12 сотрудников, а всего в ботаническом саду работает около 200 сотрудников, в том числе 6 докторов наук и 22 кандидата наук.
Структурно сад разделён на пять отделов, в которых работают отдельные исследовательские группы.
- Отдел дендрологии и цветоводства (группа дендрологии, группа цветоводства)
- Отдел мобилизации растительных ресурсов (группа пищевых растений, группа кормовых растений, группа ускорения методов размножения растений, группа фитохимической оценки растительных ресурсов).
- Отдел флоры (группа «Гербарий», группа интродукции растений, группа тропической и субтропической флоры).
- Отдел популяционной генетики.
- Отдел фитоэкологии.

В коллекциях донецкого ботанического сада произрастает 71 вид растений, охраняемых на международном уровне; 97 видов растений, занесённых в Красную книгу ; 88 видов растений, охраняемых на региональном уровне.
Ботанический сад тесно сотрудничает с Никитским, Криворожским, Запорожским, Киевским и другими ботаническими садами, стран СНГ и дальнего зарубежья.
На базе ботанического сада работают студенты донецких вузов, учёные Донецкого научного центра. На базе донецкого ботанического сада проводятся фундаментальные научные исследования области охраны ботанических объектов Красной книги, антропогенной трансформации флоры, физиологии растений, биохимии растений, систематики растений. Его регулярно посещают школьники. Ботанический сад открыт для посещения с мая по ноябрь. В среднем за год проводится больше 2000 экскурсий для 30 000 посетителей.

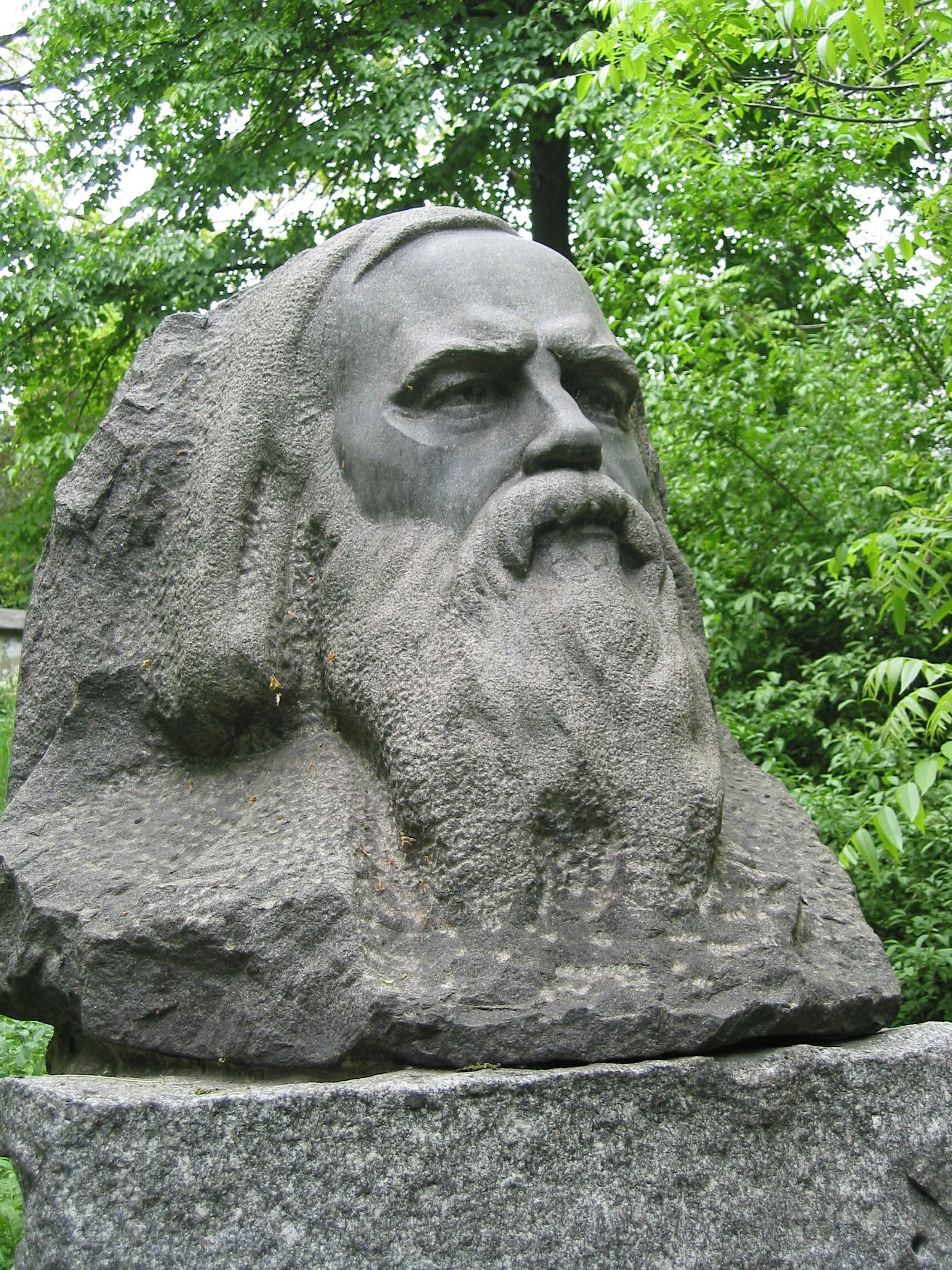
Памятник Менделееву
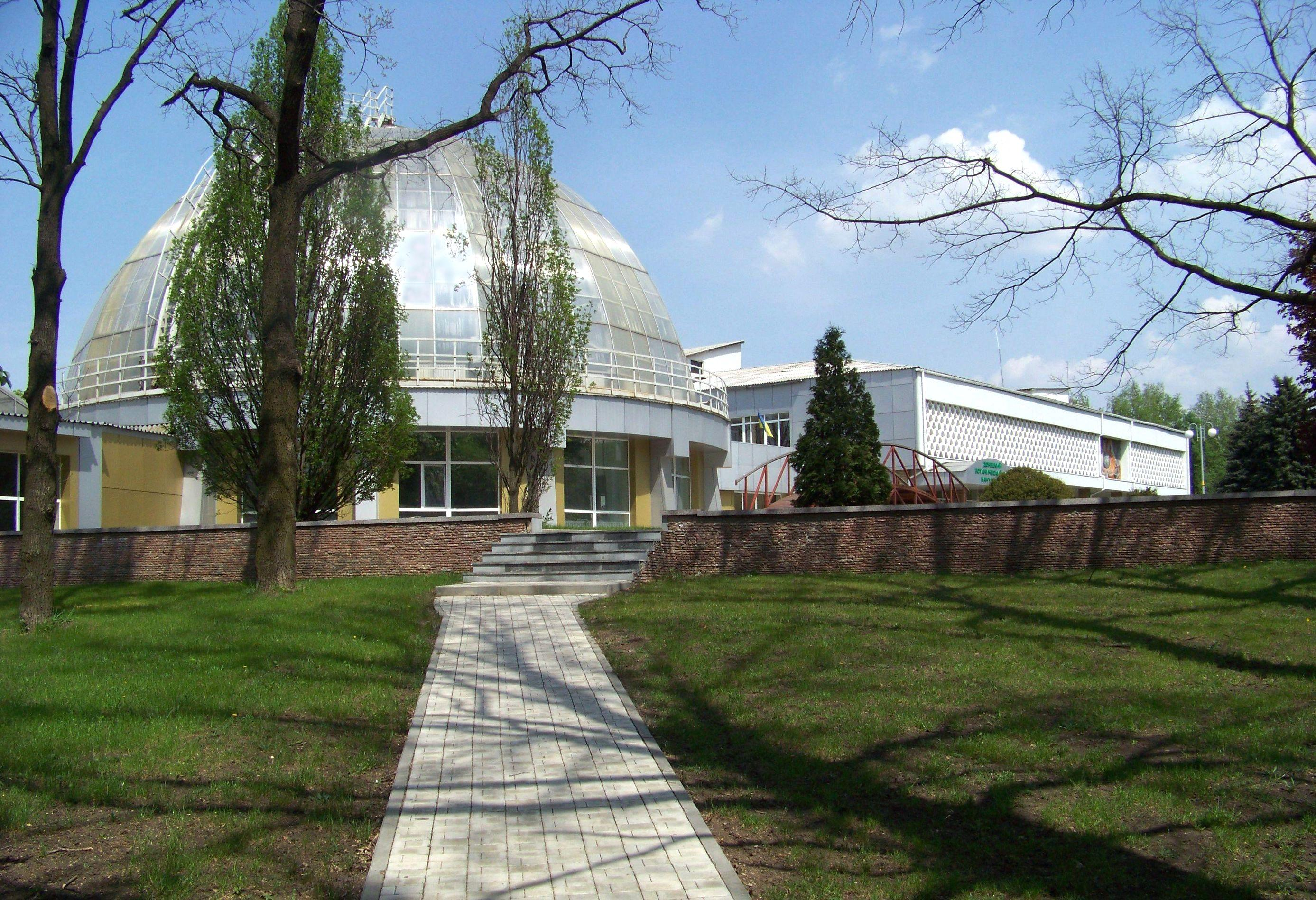
Административное здание
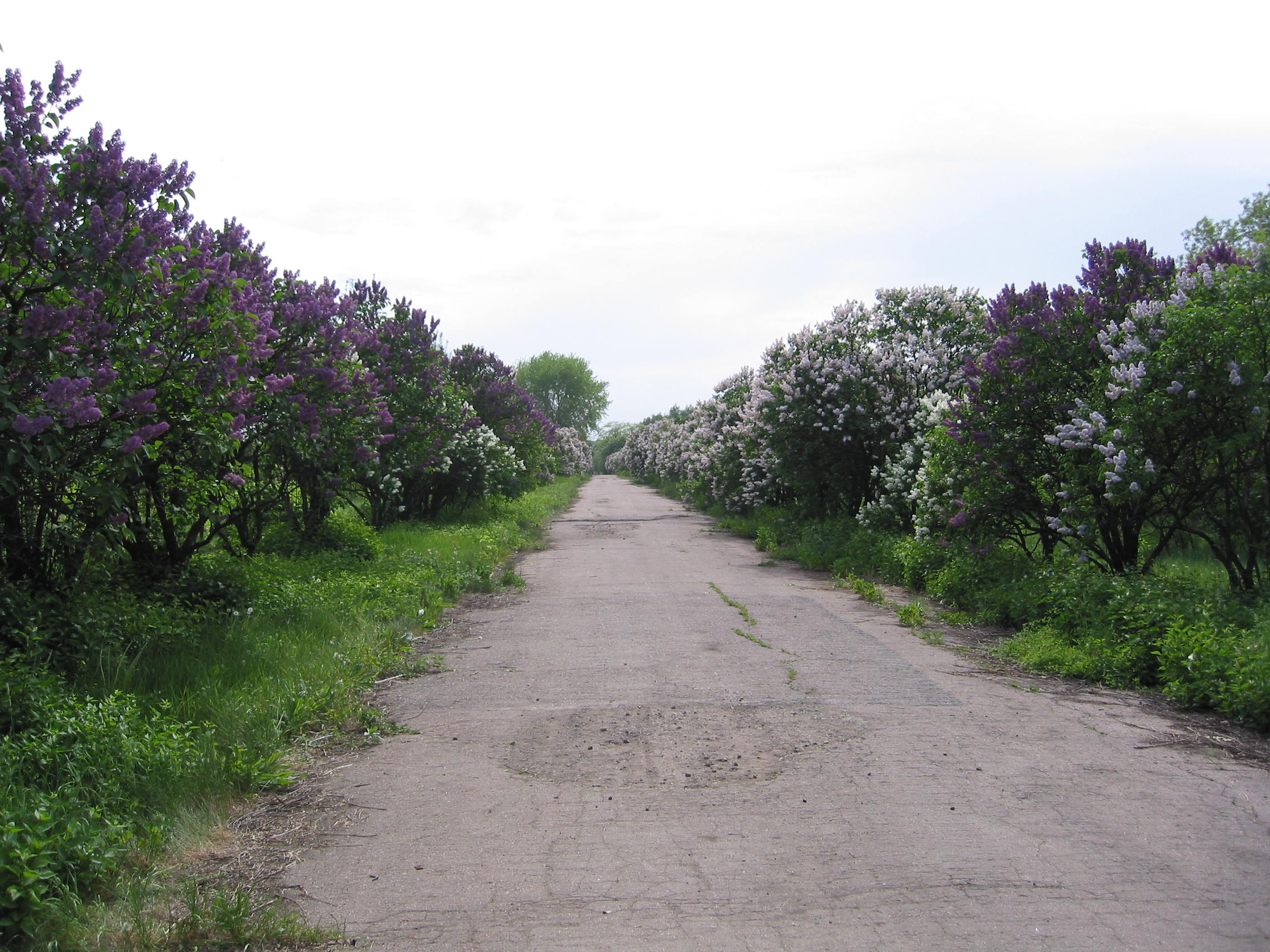
Сиреневая аллея

## Коллекционный фонд
На январь 2011 года коллекции живых растений в Донецком ботаническом саду насчитывали 7661 таксона (4829 видов, разновидностей, форм и 2311 сорта, 9282 образцов), в том числе:
1. Коллекция растений природной флоры — 751 вид
2. Коллекция тропических и субтропических растений — 2523 вида, 357 культиваров
3. Коллекция древесных и кустарниковых растений — 1134 таксона, из них 630 вид и 305 сортов Коллекция цветочно-декоративных растений — 2229 таксонов, из них 988 видов и 1211 сорт
4. Коллекция редких пищевых и других полезных растений — 583 таксона, 341 вид, 127 сорта
5. Коллекция новых и малораспространенных кормовых растений — 591 таксонов, 494 вида, 75 сортов
6. Коллекция декоративных растений для интерьеров и садово-паркового строительства лаборатории ускоренных методов размножения — 532 таксонов, из них 338 видов, 240 сортов

## Директора ботанического сада
- 1965—1970  — Рева Михаил Лукич (23.12.1922—22.8.1996), доктор биологических наук, профессор
- 1970—1987  — Кондратюк Евгений Николаевич (10.10.1914—21.9.1992), доктор биологических наук, профессор, чл.-корр. АН УССР
- 1987—1990  — Тарабрин Виктор Павлович (4.9.1931—9.4.1990), доктор биологических наук, профессор, чл.-корр. АН УССР
- 1990—2014  — Глухов, Александр Захарович (род. 19.02.1945), доктор биологических наук, профессор, чл.-корр. НАН Украины, засл.деятель науки ДНР
- 2014—н. вр. — Приходько Светлана Анатольевна (род. 10.3.1967), кандидат биологических наук, ст. научный сотрудник